# فدریک اندوچی
فدریک اندوچی (به انگلیسی: Frederik Ndoci) (زاده ۹ فوریه ۱۹۶۰) خواننده آلبانیایی است.
او در مسابقه آواز یوروویژن ۲۰۰۷ نماینده آلبانی بود.